# Octavian Enache
Octavian Enache (n. 1 octombrie 1943) este un fost deputat român în legislatura 1990-1992, ales în județul Brașov pe listele partidului FSN. Pe data de 16 ianuarie 1992 deputatul Octavian Enache a demisionat și a fost înlocuit de către deputatul Septimiu Marius Costin. Octavian Enache a fost membru în grupurile parlamentare de prietenie cu Ragatul Unit al Marii Britanii și Irlandei de Nord, Canada și Republica Federală Germania.